# 女検事・霞夕子
『女検事・霞夕子』（おんなけんじ・かすみゆうこ）は、日本テレビ系「火曜サスペンス劇場」及び「火曜ドラマゴールド」で放送されたテレビドラマシリーズ。
なお、1999年放送分以降はドラマタイトルを『検事 霞夕子』とした（外部リンク参照）。

## 概要
火曜サスペンス劇場「女検事・霞夕子」（桃井かおり版）
1985年から桃井かおり主演で10作品放送されたが、脚本をめぐって（桃井がトリックに重点を置いたものを希望したとされる）スタッフと衝突したため、降板することとなった。
火曜サスペンス劇場「新・女検事 霞夕子」（鷲尾いさ子／床嶋佳子版）
1994年からキャストを一新して「新・女検事 霞夕子」としてスタート。鷲尾いさ子主演で20作品放送。ドラマタイトルはのちに「女検事 霞夕子」さらに「検事 霞夕子」と改められた（外部リンク参照）。その後鷲尾が産休のため降板し、2003年10月から床嶋佳子主演で5作品放送（なお床嶋は、第14作「早朝の手紙」でのゲスト出演があり、その他のキャストは変わらない）。
火曜ドラマゴールド「検事 霞夕子」（真矢みき版）
「火曜ドラマゴールド」で真矢みき主演で1作品放送し、2007年に特番にて1作品を放送している。（計2作品放送）。なお、同「火曜ドラマゴールド」の最終作であった『監察医・室生亜季子』の完結作には霞夕子が特別出演している。

## 桃井かおり版
1985年から1993年まで放送されたシリーズ。全10回。主演は桃井かおり。
東京地検の新任検事・霞夕子が主人公。第6作以降は横浜地検に転勤になっている。

### キャスト

#### 東京地方検察庁（第1作 - 第5作） → 横浜地方検察庁（第6作 - 第10作）
霞夕子
演 - 桃井かおり
検事。
桜木
演 - 光石研（第1作・第2作）、安藤一夫（第3作・第4作）、岡野進一郎（第5作）
東京地方検察庁の検察事務官。
笠井
演 - 江角英明（第2作 - 第5作）
東京地方検察庁の次席検事。
松野芳平
演 - 佐野史郎（第6作・第7作）
横浜地方検察庁の検察事務官。
松野浩司
演 - 光石研（第8作 - 第10作）
横浜地方検察庁の検察事務官。

#### 警察関係者
臼井
演 - 鈴木ヤスシ（第2作・第3作）
警部。
和島
演 - 高岡健二（第6作・第7作）
神奈川県警の警部。

#### 霞家
霞正一
演 - 新克利
夕子の夫。住職。
霞ふさ
演 - 露原千草
夕子の母。
霞良太
演 - 石川隆昌（第1作）、岡部浩之（第2作）、川名浩介（第3作・第4作）、小日向範威（第5作 - 第7作）、山田哲平（第8作 - 第10作）
夕子の息子。

#### ゲスト（桃井かおり版）
第1作「予期せぬ殺人」（1985年）
- 宮内華江（主婦） - 大空真弓
- 宮内庄一郎（東都物産 社員・華江の夫） - 早川保
- 高木（警部） - 鈴木ヤスシ
- 井沢清一郎（無職・津和子の夫） - 鶴田忍
- 井沢津和子（主婦） - 加茂良子
- 竹内（刑事） - 西村淳二
- 石川保（華江の不倫相手） - 森下哲夫

第2作「白い影」（1986年）
- 大賀八千代（歌手） - 白都真理
- 安川光信（美輪の秘書） - 潮哲也
- 天沼道暢（生け花「草心流」家元） - 岡田英次
- 柏木美輪（参議院議員・元女優） - 星由里子

第3作「非常階段をおりる女」（1987年）
- 栃之木秋子（弁護士） - 木内みどり
- 吉井美砂子（ゲームソフト「SYシステム」社長） - 山口美也子
- 栃之木寛（日本工業大学電子工学部 講師・秋子の夫） - 岸部一徳
- 沢野靖正（沢野商会 社長） - 石橋蓮司

第4作「美しき容疑者」（1987年）
- 綱島邦子（綱島の妻） - 大楠道代
- 綱島昭（綱島硝子 社長・婿養子） - 深水三章
- 横山剛（横浜地方検察庁 検事） - 北村総一朗
- 村田貞子（お手伝い） - 左時枝
- 綱島和平（叔父） - 小栗一也
- 川島（貞子の元夫） - 阿藤海
- 相良葉子（綱島の愛人） - 亜子

第5作「家庭教師の殺人」（1988年）
- 宮野伸彦（東大生） - 大鶴義丹
- 早川美砂子（秘書） - 高沢順子
- 高遠謙作（高遠不動産 社長・伸彦の父） - 小沢象
- 内海（警視庁警部） - 遠藤征慈
- 宮野雪（伸彦の母） - 吉行和子

第6作「別荘の女」（1988年）
- 林田晃司（夕子の大学時代の恋人） - 岸部一徳
- 庄司乃里子（評論家・林田の愛人） - 水原ゆう紀
- 中尾誠一（大学講師） - 吉沢健
- 林田綾子（林田の妻） - 木野花

第7作「自転車に乗る女」（1989年）
- 木暮恒明（会計士） - 石橋蓮司
- 星野洋平（星泉堂病院 院長・美也子の夫で婿養子） - 西田健
- 木暮桐子（木暮の後妻） - 内田あかり
- 高沢ナツミ（元看護師） - 星真理
- 小田平三（保険調査員） - 奥村公延
- 星野美也子（星泉堂病院 理事長） - 宮下順子

第8作「死なれては困る」（1991年）
- 城之内佐知子（剛一郎の妻） - 左時枝
- 武井（横浜山下警察署 警部補） - 平泉成
- 大庭（第一総合病院 医師） - 大門正明
- 八代美佳（剛一郎の愛人・元ホステス） - あめくみちこ
- 城之内真弓（剛一郎と佐知子の娘） - 万里洋子
- 栗岡源次（暴力団組員） - 小沢一義
- 石崎浩和（バレエスクールの振付師） - 荻島真一
- 城之内陽二郎（城之内建設 専務・剛一郎の異母弟） - 有川博
- 城之内剛一郎（城之内建設 社長） - 高松英郎

第9作「青い指」（1993年）
- 長沢章（光洋大学附属病院 内科医・郁雄の従兄弟） - 内藤剛志
- 岩本（鑑識） - 三谷昇
- 宗田和雄（資産家・郁雄の父） - 久米明
- 宗田由子（郁雄の妻） - 蜷川有紀
- 宗田郁雄（歯科医） - 山口仁
- 占部（港北警察署 警部） - 不破万作
- 臼井孝一（クルーザーの衝突事故で死亡した少女の父親） - 伊藤紘

第10作「闇の演出」（1993年）
- 尾形みず江（家政婦） - 中原ひとみ
- 柳沢（警部） - でんでん
- 柏田剛（次席検事） - 北村総一朗
- 伴池修造（映画監督） - 下元勉
- 園弘和（女子短大理事長・婿養子） - 椎谷建治
- 園操（園の妻） - 立石凉子
- 美原晶子（女優・伴池の妻） - 赤座美代子

### スタッフ
- 原作 - 夏樹静子
- 企画 - 小坂敬、山本時雄、長富忠裕
- 脚本 - 石松愛弘、大藪郁子
- 音楽 - 福井峻、三枝成章、佐藤允彦、大谷和夫
- 監督 - 渡邊祐介、大槻義一、帯盛迪彦、恩地日出夫、嶋村正敏、木下亮
- プロデューサー - 嶋村正敏（NTV）、野末和夫（NTV）、金田一正根（東海映画社）、石井秀明（東海映画社）、岡屋竜一（東海映画社）、三村順一（東海映画社）、上里邦彦（廣済堂プロダクション）、難波誠一（NTV映像センター）、上窪泰司（NTV映像センター）、中込卓也（NTV映像センター）、中尾孝道（ユニオン映画）、安倍夏彦（ユニオン映画）
- 製作著作 - 日本テレビ
- 制作 - 東海映画社（第1作 - 第4作）、NTV映像センター（第5作・第8作）、廣済堂プロダクション（第6作・第7作）、ユニオン映画（第9作・第10作）

### 放送日程
| 話数 | 放送日         | サブタイトル       | 原作                   | 脚本     | 監督              | 視聴率 |
| ---- | -------------- | ------------------ | ---------------------- | -------- | ----------------- | ------ |
| 1    | 1985年10月15日 | 予期せぬ殺人       | 「予期せぬ殺人」       | 石松愛弘 | 渡邊祐介 大槻義一 | 15.9%  |
| 2    | 1986年04月29日 | 白い影             | 「白い影」             | 石松愛弘 | 帯盛迪彦          | 21.1%  |
| 3    | 1987年01月13日 | 非常階段をおりる女 | 「螺旋階段をおりる男」 | 石松愛弘 | 恩地日出夫        | 17.7%  |
| 4    | 12月22日       | 美しき容疑者       |                        | 石松愛弘 | 恩地日出夫        | 21.5%  |
| 5    | 1988年07月19日 | 家庭教師の殺人     | 「Wの悲劇」            | 石松愛弘 | 恩地日出夫        | 14.8%  |
| 6    | 11月22日       | 別荘の女           | 「断崖からの声」       | 石松愛弘 | 恩地日出夫        | 21.2%  |
| 7    | 1989年04月04日 | 自転車に乗る女     | 「夢」                 | 石松愛弘 | 恩地日出夫        | 17.5%  |
| 8    | 1991年09月24日 | 死なれては困る     | 「死なれては困る」     | 大藪郁子 | 嶋村正敏          | 17.4%  |
| 9    | 1993年03月30日 | 青い指             | 「青い指」             | 石松愛弘 | 木下亮            | 18.5%  |
| 10   | 8月17日        | 闇の演出           | 「闇の演出」           | 石松愛弘 | 恩地日出夫        | 19.7%  |

- 視聴率はビデオリサーチ調べ、関東地区・世帯

## 鷲尾いさ子 / 床嶋佳子版
1994年から2005年まで放送されたシリーズ。全25回。主演は鷲尾いさ子（第1作 - 第20作）→床嶋佳子（第21作 - 第25作）。
ドラマタイトルは第6作までは「新・女検事 霞夕子」、第7作からは「女検事 霞夕子」となり、第14作以降は「検事 霞夕子」となった（外部リンク参照）。
横浜地検の新任検事・霞夕子が主人公。

### キャスト

#### 横浜地方検察庁
霞夕子
演 - 鷲尾いさ子（第1作 - 第20作）、床嶋佳子（第21作 - 第25作）
検事。夫と母の三人暮らし。白鳳中学校の出身（第8作）。
山野一平
演 - 平田満（第1作 - 第8作・第18作）
経歴：横浜地方検察庁（第1作 - 第7作）
→ 金沢地方検察庁（第8作）
→ 大宮地方検察庁（第18作）
検査事務官。夕子の初代部下。第8作で故郷の金沢へ転任する。第18作は大宮に勤務している。金沢にいた当時、妻の浮気が原因で離婚していた。絞殺死体で発見された真野玲子は山野が学生時代に暮らしたアパートの隣の部屋に住んでいた夫婦の娘。
球磨功三郎
演 - 斎藤洋介（第8作 - 第25作）
検察事務官。夕子の二代目部下。山野の後任。

#### 霞家
霞友行
演 - 村田雄浩
夕子の夫。寺の住職。婿養子。
霞瑞江
演 - 朝丘雪路
夕子の母。

#### ゲスト（鷲尾いさ子 / 床嶋佳子版）
鷲尾いさ子版（第1作 - 第20作） / 床嶋佳子版（第21作 - 第25作）

##### 鷲尾いさ子版（第1作 - 第20作/1994年 - 2003年）
第1作「ペルソナ・ノン・グラータ」（1994年）
- 緒方しのぶ - 姿晴香
- 綾瀬伸之（パレスデパート 役員） - 寺田農
- 綾瀬英里（伸之の妻） - 高林由紀子
- 熊井（所轄警部） - 斉藤暁
- 屋台のおやじ - 鶴田忍

第2作「罪深き血」（1994年）
- 中壺福子（朝代の母） - 風見章子
- 中壺悟郎（朝代の息子・実際は福子の息子） - 堀広道
- 岡田弓子（中壺絋平の愛人） - 銀粉蝶
- 中壺朝代（中壺絋平の妻） - 赤座美代子
- 井塚徹（医師） - 内田稔
- 吉竹徳蔵（弁護士） - 穂高稔
- 柏田剛 - 藤田宗久

第3作「乗り遅れた女」（1994年）
- 矢代玲子（3年前の被害者の母親） - 石井苗子
- 貝塚陽子（3年前の被害者の母親） - 萩尾みどり
- 平野 - 山本紀彦
- 高木幸子 - 日向明子
- 西（警部補） - 阿部祐二
- 東郷宏康（3年前にバイクで女学生二人をひき殺した男） - 塩谷庄吾
- 住田香代 - 長谷部香苗
- 医師 - 名取幸政

第4作「輸血のゆくえ」（1995年）
- 志方希（獣医） - あめくみちこ
- 志方範夫（希の夫） - 津嘉山正種
- 吉本（所轄警部補） - 深水三章
- 石川真（会社社長） - 佐渡稔
- 石川栄子（真の妻） - 一柳みる

第5作「雨に濡れた遺書」（1995年）
- 宇沢健一 - ラサール石井
- 宇沢圭子（健一の妻） - 矢代朝子
- 関口 - 勝部演之
- 小久保浩 - 佐藤幸雄
- 園田桃恵 - 松岡由美

第6作「花を捨てる女」（1995年）
- 和久田節子（孝夫の妻） - 左時枝
- 栗原玲子（インテリアデザイナー・孝夫の愛人） - 鳥越マリ
- 和久田孝夫（節子の夫） - 中丸新将
- 相良徳枝 - 石井トミコ
- 岩間（警部補） - 河原崎建三

第7作「俯く女」（1996年）
- 助川多喜男（財団法人「かながわグリーンセンター」職員） - 角野卓造
- 助川志麻子（多喜男の妻） - 石野真子
- 久米和典（矢坂建設 社員・志麻子の不倫相手） - 黒田隆哉
- 弓原（警部補） - 樋浦勉
- 緑山簾生（画家） - 秋間登

第8作「二粒の火」（1996年）
- 日々野雪江（YUKI工房 経営者・夕子の親友） - 川上麻衣子
- 高倉京子（靖夫の妻） - 吉田美江
- 高倉靖夫（高倉建設 専務） - 緒形幹太
- マサオ（トシコの孫） - 田邊季正
- 長谷部（葉山東警察署 警部補） - 田山涼成
- 秦野忠昭（YUKI工房 従業員） - 菊池隆則

第9作「遺産相続」（1996年）
- 高見俊作（永島ビューティクリニック 宣伝部長・緑の亡夫の甥） - 石黒賢
- 永島和子（武彦の妻） - 藤吉久美子
- 永島緑（永島ビューティクリニック 社長） - 水城蘭子
- 早瀬（所轄刑事） - 木場勝己
- 永島武彦（永島ビューティクリニック 専務・緑の息子） - 篠原秀豊
- 江川宏美（武彦の愛人） - 浅倉涼子
- CMディレクター - 工藤貴史
- 野村（永島ビューティクリニック 常務） - 佐々木勝彦
- 野間（弁護士） - 児玉謙次

第10作「執念」（1997年）
- 石塚達治（15年前の婦女連続殺人の容疑者） - 光石研
- 寺西草輔（神奈川東警察署 刑事） - 菊池隆則
- 檜山俊作（八重松聡子の婚約者） - 安藤一夫
- 三好早苗 - 寺田千穂
- 高梨絹代（15年前の石塚釈放のアリバイ証人） - 小林かおり
- 柴田（神奈川東警察署 刑事課長） - 藤田宗久
- 狩野五十六（神奈川東警察署 刑事） - 夏八木勲

第11作「家族写真」（1997年）
- 池川奈津子（池川写真館 経営者・敦夫の妻） - 根岸季衣
- 平山泰三（富士見警察署 刑事） - ベンガル
- 森本克彦（小学校教諭・奈津子の息子の担任） - 山崎一
- 池川敦夫（カメラマン・茂子の弟） - 小日向文世
- 古屋茂子（居酒屋かるた 経営者） - 赤座美代子

第12作「捨てられた女」（1997年）
- 加川哲郎（大津電気 課長） - 天宮良
- 久保文子（ホステス） - 杉田かおる
- 松本妙子（文子のホステス仲間） - 清水ひとみ
- 田中（刑事） - 三浦賢二
- 斉藤匠（文子のヒモ） - 酒井敏也
- 加川玲子（哲郎の妻・隆秀の娘） - 寺田千穂
- 大津ヒデオ（大津電気 社員・隆秀の息子・玲子の兄） - 木下浩之
- 大津隆秀（大津電気 専務） - 勝部演之

第13作「幻想家族」（1998年）
- 城崎治子（克臣の息子の未亡人・克臣と二人暮らし） - 長山藍子
- 城崎克臣（大学の名誉教授） - 内藤武敏
- 野々井怜花（スナックのママ） - 茅島成美
- 浜岡（警部） - 丸岡奨詞
- 藤原トヨ子（克臣の亡妻の妹） - 高山千草
- 新田（刑事） - 黒田隆哉
- ホームレスのおっさん - 田村泰二郎

第14作「早朝の手紙」（1999年）
- 坪内昇子（インテリアデザイナー・聡美とみさきは中学時代からの親友） - 床嶋佳子
- 安部聡美（弁護士・昇子とみさきは中学時代からの親友） - 沖直未
- 槙みさき（圭一郎の妻・昇子と聡美は中学時代からの親友） - あめくみちこ
- 大河内毅（昇子の仕事仲間） - 浜田晃
- 林（神奈川県警 警部補） - 須藤正裕
- 雪井（横浜西警察署 刑事） - 三浦賢二
- 渡会（刑事） - 松田朗
- 槙輝一（圭一郎の息子） - 長塚圭史
- 坪内菊恵 - 北河多香子
- 槙圭一郎（美術評論家・女子大の非常勤講師） - 西田健
- 矢嶋満作（みさきの父・2年前に倒れて療養所でリハビリ中） - 織本順吉

第15作「知らなかった」（2000年）
- 穂刈守（穂刈人形店 主人） - 小松政夫
- 穂刈トヨノ（守の妻） - 冨士眞奈美
- 工藤三鈴（喫茶店のバイト店員・穂刈の愛人） - 石野真子
- 梅村（鶴見西警察署 警部補） - 河原さぶ
- 上田昌江（保険外交員） - 鷲尾真知子
- 真鍋信次（事故の目撃者） - 水橋研二
- 立花（刑事） - 渡辺寛二
- 広瀬（刑事） - 江端英久
- 高島（刑事） - 三田恭平

第16作「予期せぬ花束」（2000年）
- 黒沢紀一（神奈川県警 警部） - 中村梅雀
- 椎名典子（パブ「茜」ホステス・元保険外交員） - 余貴美子
- 佐久間和義（インテリア輸入業者） - 上杉祥三
- 杉浦政雄（IT関連会社の社長・8年前死亡） - 菊池隆則
- 森野崇也（刑事） - 甲本雅裕
- 高田廣志（8年前に佐久間のアリバイ証言をした男） - 山田辰夫
- 山中（山中の妻） - 小林かおり
- パブ「茜」ママ - 松井紀美江
- 山中（佐久間の会社の取引き相手） - 大村波彦
- タクシードライバー - 笠井一彦
- 花屋の店主 - 藤野晃
- 花屋の店員 - 大島信一
- 野村（山手町警察署 刑事） - 飯島大介
- 新庄珠枝（典子の刑務所仲間） - 深浦加奈子
- 鳴海（杉浦の事件を担当した元検察官） - 織本順吉

第17作「空白のアルバム」（2001年）
- 明石三奈（啓一郎の妻・元外資系家具メーカー重役） - 手塚理美
- 明石啓一郎（広告代理店社員） - 布川敏和
- 杉本節子 - 高田敏江
- 早川透 - 藤田宗久
- 明石峰子 - 呉恵美子
- 山口礼子 - 棟里佳
- 岸本由加（ブランド品メーカー部長・啓一郎の愛人） - 美保純

第18作「心の天使」（2001年）
- 真野玲子（クラブ「ムーンライト」歌手兼ホステス） - 中島ひろ子（幼少期：桑名里瑛）
- 田部井俊彦（アパレル関連会社経営） - 高知東生
- 伊藤（クラブ「ムーンライト」従業員） - 螢雪次朗
- 糸川（神奈川県警 警部） - 浜田晃
- 大崎（クラブ「ムーンライト」支配人） - 佐渡稔
- 小林（刑事） - 藤真秀
- ミホ（田部井の会社の事務員） - 飯島美穂
- 昌江（シングルマザー・幼少期の玲子を良く知る女性） - 児島美ゆき
- 高嶋和雄（金沢地方検察庁 検事・山野の元上司） - 樋浦勉
- 富田（県警刑事） - 高橋克実

第19作「犬を飼う女」（2002年）
- 星合則子（勘一の妻） - 藤真利子
- 星合勘一（東亜総合物産 元社員・2か月前に獄中で病死） - 中本賢
- 村井静江（康弘の妻） - 沖直未
- 村井康弘（東亜総合物産 部長・勘一の元同僚） - 菊池隆則
- 安東啓介（弁護士） - 吉村作治
- 大原（則子の顔見知り） - 笠井一彦
- 橋本（東亜総合物産 社員） - 朝倉伸二
- 須藤（戸塚区検察庁 副検事） - 中村方隆
- 小比木荘平（神奈川県警 警部補） - 古尾谷雅人
- 田辺美奈（女子大生・4年前死亡） - 米澤もも
- 幼稚園の教諭 - 舟木幸
- ユカ（美奈の友人） - 稲井田純
- 星合麗美（勘一と則子の娘・4年前首吊り自殺） - 安慶名ゆかり
- 立花正義（部長検事） - 藤田宗久
- 田辺善三（美奈の父・無職） - 山田辰夫

第20作「夏の記憶」（2003年）
- 間宮知佳（輸入雑貨品会社の副社長） - 丘みつ子
- 郡進一（金融業者） - 中原丈雄
- 安西葉子（郡の妻） - 山下容莉枝
- 安西美里（葉子の連れ子） - 矢野詩多
- 秋野公平（画家） - 高橋長英
- 秋野雄介（公平の甥） - 一條俊
- 井口良三（元医師） - 神山繁
- 柳沢信子（知佳の近所） - 原知佐子
- 小野進（刑事） - 木場勝己
- 西村順吾（教師） - 唐沢民賢
- 大庭邦子（主婦） - 東山明美

##### 床嶋佳子版（第21作 - 第25作/2003年 - 2005年）
第21作「二人の目撃者」（2003年）
- 池淵鞠子（唯和の妻） - 涼風真世
- 池淵唯和（照明家） - 清水章吾
- 片桐（東神奈川警察署 警部） - 河原崎建三
- 和倉暁平（元バーテン・安紀の元夫） - 小沢和義
- 岡島（ヘアメイク） - 浅見小四郎
- 吉田（東神奈川警察署 警部補） - 青島健介
- タクシーの運転手 - 中村方隆
- 鈴木（東神奈川警察署 巡査部長） - 鈴木健介
- 店員 - 小林和香、秋本渚
- 新聞配達員 - 鈴木亮介
- 桑野（イベント会社社長） - 吉澤健
- 珠江（池淵家の近所） - 藤江リカ
- 藤田安紀（デザイナー） - 川島なお美
- 池淵泰代（唯和の母） - 淡路恵子

第22作「殺意の薔薇」（2004年）
- 木邑直子（長谷部総合病院 介護士） - 藤真利子
- 佐川恵（タクシードライバー） - 石橋蓮司
- 中田（神奈川警察署 警部補） - 武野功雄
- 長谷部浩一（長谷部総合病院 院長・史子の息子） - 松永博史
- 乾（神奈川県警 警部） - 菅原大吉
- 池内（長谷部総合病院 事務長） - 俵木藤汰
- 中野芳江（直子の担当患者） - 舟木幸
- 須藤剛（貿易会社社長） - 田口主将
- 長島（神奈川警察署 刑事） - 高橋美穂
- 事務員 - 翁華栄
- 佐川健一（恵の息子・8か月前交通事故死） - 久保山知洋
- 室谷咲（直子の娘・10年前飛び降り自殺） - 佐藤夏帆
- 長谷部史子（長谷部総合病院 理事長） - 馬渕晴子
- タクシー客の老女 - 久松夕子
- 川本夏美（女子大生） - 猪浦里沙
- 清美（咲の友人） - 久保結季
- 向井（横浜地検 検事） - 山西道広

第23作「すれ違った愛」（2004年）
- 多岐川夏子（道夫の妻） - 金久美子（回想：猪浦里沙）
- 多岐川良道（道夫の弟） - 勝村政信（回想：伊藤弘顕）
- 薬王寺信吾（警部） - 木下ほうか
- 高安さなえ（スナックのママ） - 日下由美
- 佐久間（検事） - 藤田宗久
- 伊藤栄二（作業員） - 掛田誠
- 融資係 - 伊東貴明
- 担当医 - 藤野晃
- 大畑（技官） - 坂田雅彦
- 高野（刑事） - 平井賢治
- 柴田（刑事） - 橋本啓輝
- 多岐川道夫（多岐川製作所 経営者） - 本田博太郎（回想：広瀬剛進）
- 斎藤英彦（斎藤解体工場 社長） - 丹古母鬼馬二
- 金子正吾（多岐川製作所 従業員） - 織本順吉

第24作「隣の関係」（2004年）
- 渡山遥子（政俊の妻） - 仁科亜季子
- 峰達夫（遥子の家の隣人） - 布施博
- 陣ノ内（相模南警察署 警部） - 山田辰夫
- 桜木香織（達夫の妻） - 筒井真理子
- 渡山圭吾（和江の次男・窃盗と傷害の前科者） - 木村靖司
- 野本（刑事） - 谷村好一
- 梶本康代（クリーニング店従業員） - 須部浩美
- 矢部理沙（ホステス・圭吾の同棲相手） - 中野若葉
- 太田吾一（クリーニング店従業員） - 小池榮
- 内藤康祐（技官） - 信太昌之
- 田所清子（自治会長） - 上村依子
- 峰彩花（達夫と香織の娘） - 井上花菜
- 玩具屋の店員 - 斎藤清六
- 渡山政俊（和江の長男・クリーニング店経営者・1年前失踪） - 大橋吾郎
- 渡山和江（入院患者） - 岩崎加根子

第25作「愛しき人へ」（2005年）
- 辻堂昭生（辻堂総合病院 副院長・婿養子・夕子の学生時代の恋人） - 辰巳琢郎
- 辻堂瞭子（良造の娘・昭生の妻） - 渡辺梓
- 戸田律子（勉の姉） - 山下容莉枝
- 柄崎勉（バー「かなりや」経営者） - 湯江健幸
- 野本（刑事） - 増田由紀夫
- 吉田（刑事） - 内田健介
- 杉山伸代（お手伝い） - 橘ユキコ
- 宮坂千夏（同窓会の幹事） - 高木まみ子
- 近藤 - 朝倉伸二
- 辻堂由里香（昭生と瞭子の娘・1年半前死亡〈当時3歳〉） - 須田ひかり（幼少期：伊藤凛花）
- TVアナウンサー - 豊田順子
- 岩永（横浜湾岸警察署 刑事） - 中西良太
- 辻堂良造（辻堂総合病院 院長） - 石濱朗

### スタッフ
- 原作 - 夏樹静子
- 企画 - 長富忠裕、酒井浩至
- 脚本 - 石松愛弘、橋本綾、橋塚慎一、篠崎好、坂上かつえ、中岡京平、坂田義和、佐伯俊道、李正姫、真部千晶
- 音楽 - 福井峻、大谷和夫、糸川玲子、佐藤允彦
- 監督 - 木下亮、三村晴彦、長谷部安春、下村優、猪崎宣昭、斎藤光正、吉本潤、松原信吾、吉川一義
- チーフプロデューサー - 佐藤敦、増田一穂、梅原幹
- プロデューサー - 嶋村正敏、安倍夏彦、佐光千尋、川村庄子、中尾孝道、古賀倫明、高橋直治、元信克則
- 制作 - 日本テレビ、ユニオン映画

### 放送日程
| 話数         | 放送日         | サブタイトル             | 原作                         | 脚本                | 監督         | 視聴率       |
| 鷲尾いさ子版 | 鷲尾いさ子版   | 鷲尾いさ子版             | 鷲尾いさ子版                 | 鷲尾いさ子版        | 鷲尾いさ子版 | 鷲尾いさ子版 |
| ------------ | -------------- | ------------------------ | ---------------------------- | ------------------- | ------------ | ------------ |
| 1            | 1994年05月03日 | ペルソナ・ノン・グラータ | 「ペルソナ・ノン・グラータ」 | 石松愛弘            | 木下亮       | 19.6%        |
| 2            | 8月16日        | 罪深き血                 | 「罪深き血」                 | 石松愛弘            | 三村晴彦     | 19.7%        |
| 3            | 11月29日       | 乗り遅れた女             | 「乗り遅れた女」             | 橋本綾              | 長谷部安春   | 19.2%        |
| 4            | 1995年02月07日 | 輸血のゆくえ             | 「輸血のゆくえ」             | 橋塚慎一            | 下村優       | 17.4%        |
| 5            | 8月08日        | 雨に濡れた遺書           | 「雨に濡れた遺書」           | 橋本綾              | 長谷部安春   | 16.4%        |
| 6            | 11月21日       | 花を捨てる女             | 「花を捨てる女」             | 橋本綾              | 猪崎宣昭     | 19.7%        |
| 7            | 1996年04月02日 | 俯く女                   | 「俯く女」                   | 篠崎好              | 斎藤光正     | 18.4%        |
| 8            | 7月09日        | 二粒の火                 | 「二粒の火」                 | 坂上かつえ          | 猪崎宣昭     | 21.5%        |
| 9            | 12月17日       | 遺産相続                 | 「すれ違った死」             | 坂上かつえ          | 猪崎宣昭     | 19.2%        |
| 10           | 1997年03月25日 | 執念                     | 「地検でお茶を」             | 中岡京平            | 猪崎宣昭     | 17.6%        |
| 11           | 7月22日        | 家族写真                 | 「家族写真」                 | 坂田義和            | 猪崎宣昭     | 18.5%        |
| 12           | 9月16日        | 捨てられた女             | 「回転扉が動く」             | 坂上かつえ          | 猪崎宣昭     | 16.9%        |
| 13           | 1998年04月07日 | 幻想家族                 | 「橋の下の凶器」             | 橋本綾              | 猪崎宣昭     | 16.1%        |
| 14           | 1999年08月24日 | 早朝の手紙               | 「早朝の手紙」               | 中岡京平            | 猪崎宣昭     | 18.4%        |
| 15           | 2000年02月01日 | 知らなかった             | 「知らなかった」             | 橋本綾              | 猪崎宣昭     | 18.8%        |
| 16           | 7月25日        | 予期せぬ花束             |                              | 坂上かつえ          | 吉本潤       | 18.2%        |
| 17           | 2001年04月10日 | 空白のアルバム           | 「DINKS」                    | 橋本綾              | 吉本潤       | 17.3%        |
| 18           | 10月30日       | 心の天使                 |                              | 坂上かつえ          | 吉本潤       | 17.8%        |
| 19           | 2002年04月16日 | 犬を飼う女               |                              | 坂田義和            | 猪崎宣昭     | 20.7%        |
| 20           | 2003年01月21日 | 夏の記憶                 |                              | 橋本綾              | 斎藤光正     | 18.4%        |
| 床嶋佳子版   |                |                          |                              |                     |              |              |
| 21           | 10月14日       | 二人の目撃者             | 「二人の目撃者」             | 坂上かつえ          | 猪崎宣昭     | 18.0%        |
| 22           | 2004年01月13日 | 殺意の薔薇               | 「心のデッドスペース」       | 坂上かつえ          | 猪崎宣昭     | 16.9%        |
| 23           | 8月10日        | すれ違った愛             | 「訪れ」                     | 佐伯俊道            | 猪崎宣昭     | 12.9%        |
| 24           | 12月07日       | 隣の関係                 | 「札幌は遠すぎる」           | 李正姫              | 吉川一義     | 14.9%        |
| 25           | 2005年05月31日 | 愛しき人へ               | 「さい果ての花」             | 坂上かつえ 真部千晶 | 松原信吾     | 13.8%        |

- 視聴率はビデオリサーチ調べ、関東地区・世帯

## 真矢みき版
2006年から2007年まで放送されたシリーズ。全2回。主演は真矢みき。

### キャスト

#### 東京地方検察庁
霞夕子
演 - 真矢みき
検事。喫煙者。
桜木みどり
演 - 井上和香
検察事務官。夕子の担当になって1年が経つが緊急時でもないのに夜中に電話がかかってきて迷惑している。そのため栗山に担当替えを直訴している。合コンで知り合った彼氏がいる（第1作）。
須藤浩一
演 - 佐渡稔
検事。
林田明彦
演 - 田窪一世
検察事務官。
野口大介
演 - 八十田勇一（第1作）
検察事務官。
石垣進
演 - 加瀬尊朗
検事。
栗山真二郎
演 - 平泉成
刑事部副部長。

#### 警察関係者
臼井純一郎
演 - 津田寛治
捜査一課の主任。
小山田高志
演 - 矢柴俊博
捜査一課の刑事。

#### その他
島岡梓
演 - 清水ミチコ
毎朝新聞社編集局社会部の記者。夕子に近づいて小料理屋「とみなが」で一緒に酒を飲む。
富永典子
演 - 光浦靖子（第1作）
小料理屋「とみなが」の娘。
富永やすこ
演 - 虻川美穂子（第2作）
小料理屋「とみなが」の娘。
富永良江
演 - 正司歌江
小料理屋「とみなが」の女主人。夕子は店の常連客。

#### ゲスト（真矢みき版）
第1作「悪徳政治家は許さない」（2006年）
- 大賀八千代（タレント） - 滝沢沙織
- 天沼光教（IT企業「トレードヘブン」常務・道信の弟） - 大鶴義丹
- 桜木みどりの恋人 - 桜木涼介
- 山口和男（天沼家の住み込み管理人） - 佐伯新
- 尾形良子（天沼家の住み込み家政婦） - 小柳友貴美
- 天沼道信（IT企業「トレードヘブン」社長） - 中丸新将
- 柏木美輪（参議院議員・元女優） - 小柳ルミ子（幼少期：奥山志紀）

第2作「豪華客船殺人クルージング」（2007年）
- 萩塚喜一郎（萩塚ワイナリーの社長・婿養子） - 松方弘樹
- 萩塚孝子（萩塚の妻） - 萩尾みどり
- 是枝俊夫（鴻上物産 システム課 係長） - 中村繁之
- 麻美（ホステス） - 森下千里
- 寺山実（日本住宅流通） - 池内万作
- 冨田朱美（冨田の妻） - 角替和枝
- 冨田幸正（鴻上物産 業務管理部 部長） - 森本レオ
- 国立正夫 - 六角慎司
- 増山（仙台保安部） - 平澤智
- 社員 - 俵木藤汰、木村靖司

### スタッフ
- 原作 - 夏樹静子
- 脚本 - 前川洋一、山村一間
- 監督 - 赤羽博
- プロデューサー - 佐藤敦、池田健司、荒木功、元信克則、岩崎文
- 制作 - 日本テレビ、ユニオン映画

### 放送日程
- 第1作は桃井かおり・版『白い影』の焼直し作品。「火曜ドラマゴールド」内で放送。
- 第2作は1984年に放送された、二谷英明・佐藤友美主演の『密室航路』（夏樹静子原作）の焼直し作品。特別番組枠（21:30 - 21:32・21:42 - 23:34）で放送したが、読売ジャイアンツリーグ優勝決定の特別番組（21:32 - 21:42）挿入のため番組一時中断となり、終了時刻を当初予定より10分遅れとした。

| 話数 | 放送日         | サブタイトル             | 原作         | 脚本              | 監督   | 視聴率 |
| ---- | -------------- | ------------------------ | ------------ | ----------------- | ------ | ------ |
| 1    | 2006年11月07日 | 悪徳政治家は許さない     | 「白い影」   | 前川洋一          | 赤羽博 | 12.8%  |
| 2    | 2007年10月02日 | 豪華客船殺人クルージング | 「密室航路」 | 前川洋一 山村一間 | 赤羽博 | 12.8%  |

- 視聴率はビデオリサーチ調べ、関東地区・世帯・リアルタイム。

## 映像ソフト

### 女検事 霞夕子
桃井かおり主演作のうち3作がVHSで発売された。

### 新・女検事 霞夕子
鷲尾いさ子主演全20作のデジタルリマスター版を収録したDVD-BOXが2012年7月と8月に全2BOXにて発売された。